# Enyang He
Enyang He (kinesiska: 恩阳河) är ett vattendrag i Kina. Det ligger i den centrala delen av landet, 1 300 km sydväst om huvudstaden Peking.